# NGC 631
NGC 631 (również PGC 5983 lub UGC 1153) – galaktyka eliptyczna (E), znajdująca się w gwiazdozbiorze Ryb. Odkrył ją Albert Marth 27 października 1864 roku.